# Lina Sontag
Lina Merle Sontag (* 24. November 2003 in Berlin) ist eine deutsche Basketballspielerin.

## Werdegang
Die aus dem brandenburgischen Kleinmachnow stammende Sontag spielte in der Jugend des TuS Lichterfelde. Mit dem Berliner Verein gewann sie drei deutsche Jugendmeistertitel. Sie wurde als beste Spielerin der Saison 2019/20 in der Weiblichen Nachwuchs-Basketball-Bundesliga ausgezeichnet. Im November 2020 bestritt Sontag, die zu diesem Zeitpunkt mit den Damen des TuS Lichterfelde in der dritthöchsten deutschen Spielklasse (1. Regionalliga) antrat, kurz vor ihrem 17. Geburtstag ihr erstes A-Länderspiel für Deutschland.
Die 1,91 Meter große Flügelspielerin wechselte im Sommer 2021 gemeinsam mit ihrer Lichterfelder Vereinskameradin Martha Pietsch zum Bundesligisten USC Freiburg und wurde mit dem Verein aus dem Breisgau im Mai 2022 deutsche Meisterin. Im Anschluss an die Saison 2021/22 ging Sontag in den US-Bundesstaat Kalifornien, um dort an der University of California, Los Angeles (UCLA) Basketball zu spielen und ein Studium zu beginnen. 2023 nahm sie an der Europameisterschaft in Israel und Slowenien teil und erreichte mit Deutschland den sechsten Platz.
2024 kehrte sie zum USC Freiburg zurück.
Sontag leidet unter Typ-1-Diabetes.